# Karel Spačil
Karel Spáčil, né le 18 mai 2003 à Prostějov en Tchéquie, est un footballeur tchèque qui évolue au poste de défenseur central au FC Viktoria Plzeň.

## Biographie

### En club
Né à Prostějov en Tchéquie, Karel Spáčil est notamment formé par le club local du 1. SK Prostějov (en). Il commence toutefois sa carrière au FK Blansko (en) où il est prêté en février 2023 avant de faire son retour au SK Prostějov lors de l'été de la même année.
En février 2024, Karel Spáčil rejoint le FC Hradec Králové après avoir fait un essai d'une semaine durant un camp d'entraînement avec le club.
Il joue son premier match sous ses nouvelles couleurs le 17 février 2024 contre le SK Sigma Olomouc, en championnat. Il entre en jeu et les deux équipes se neutralisent (0-0 score final).
Le 2 mars 2024, Spačil marque son premier but en professionnel et en première division tchèque, face au FK Jablonec. Titulaire, il ouvre le score de la tête dès la cinquième minute de jeu à la suite d'un corner tiré par Václav Pilař. Les deux équipes se neutralisent toutefois (1-1 score final),.
Karel Spačil est recruté par le FC Viktoria Plzeň le 28 janvier 2025 mais est prêté dans la foulée au FC Hradec Králové et rejoint ainsi son futur club à l'été 2025.

### En sélection
Karel Spáčil représente l'équipe de Tchéquie des moins de 20 ans, jouant au total trois matchs en 2023.
Il joue son premier match avec l'équipe de Tchéquie espoirs le 6 septembre 2024, contre la Lituanie. Il est titularisé et son équipe s'impose par deux buts à un.